# Ut Pèèrd

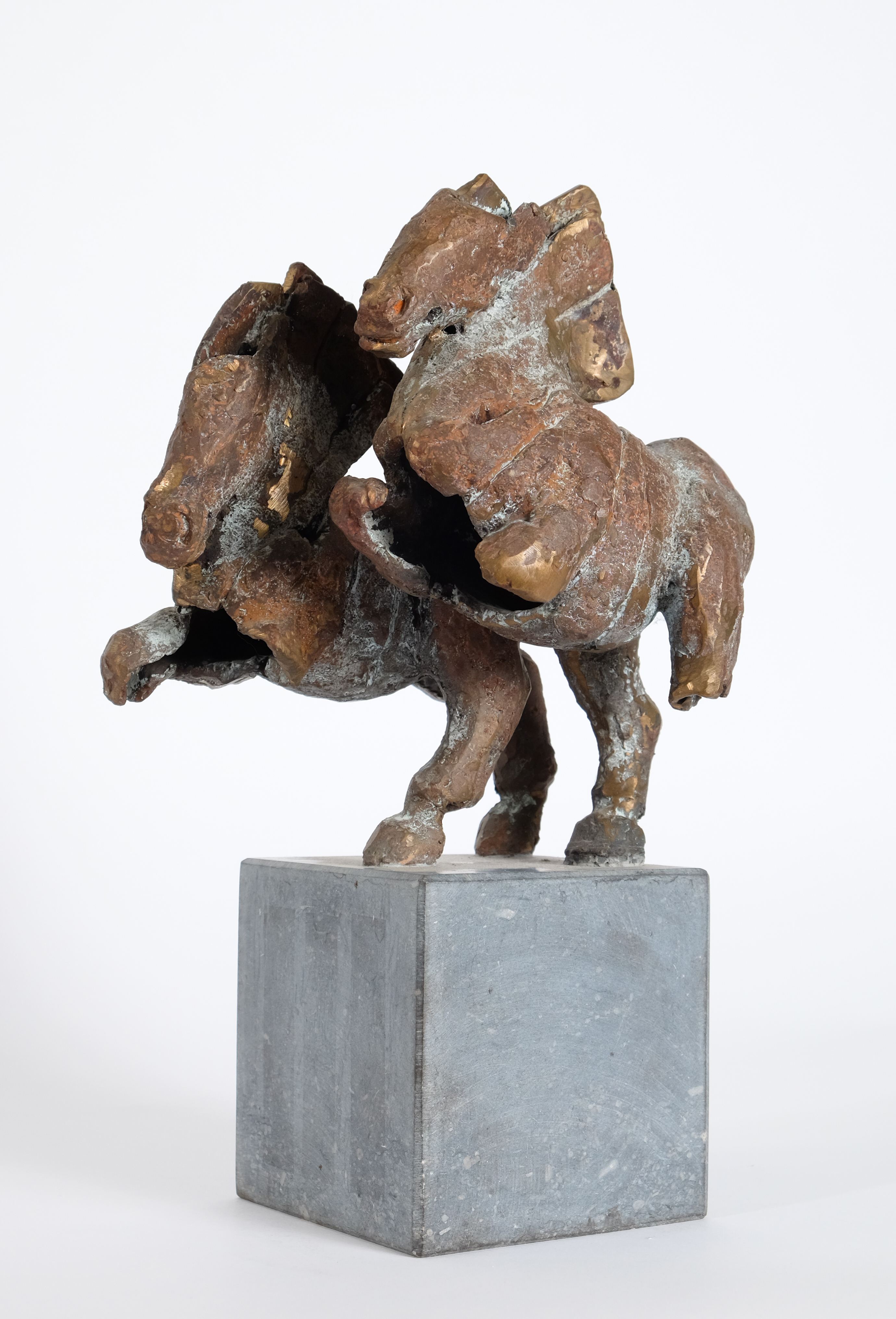
Wisseltrofee Ut Pèèrd

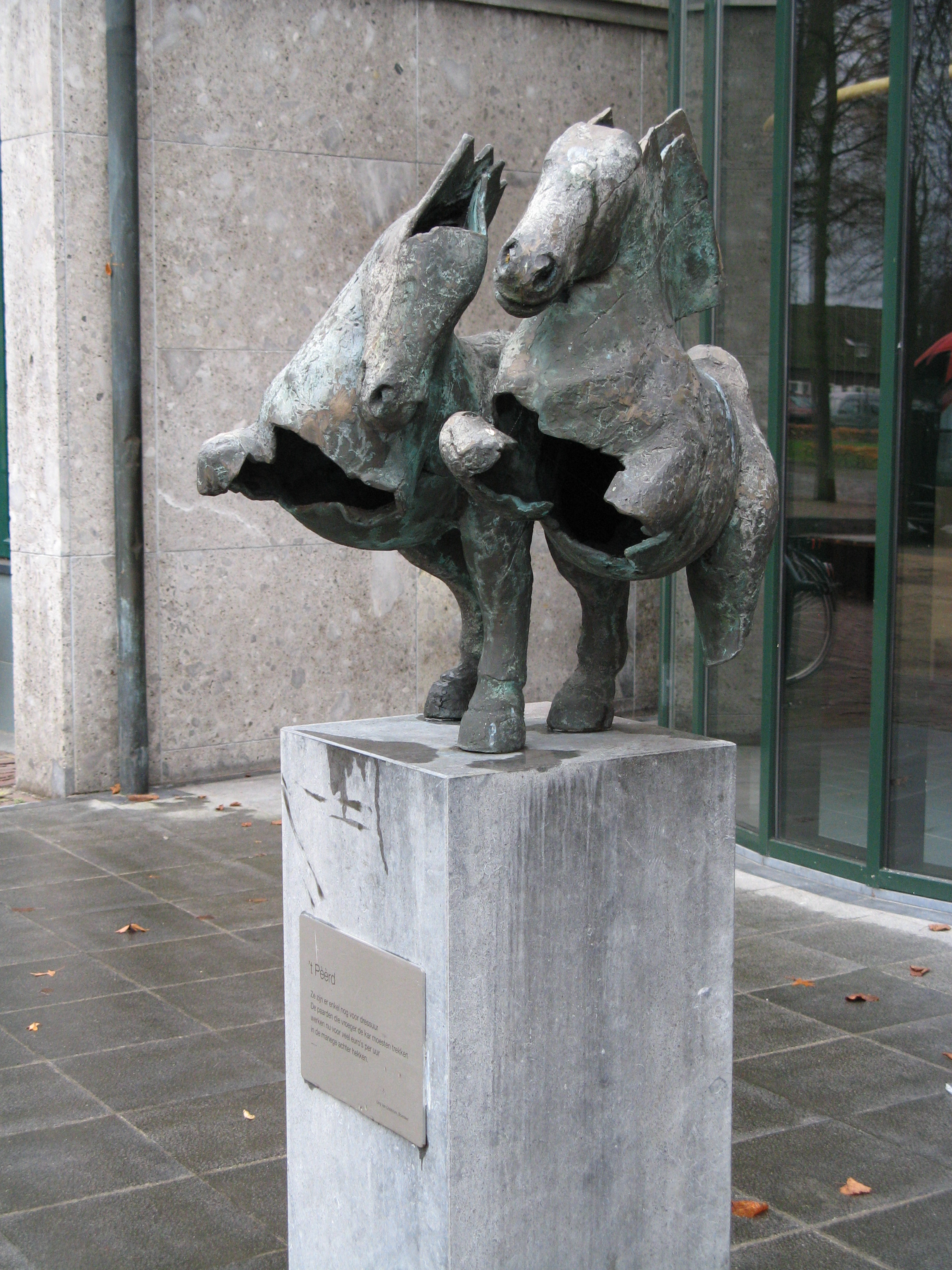
Het origineel van het beeld in Sint Anthonis.

Ut Pèèrd is de jaarlijkse sport- en cultuurprijs van de Nederlandse gemeente Sint Anthonis. Deze prijs is een blijk van waardering voor een persoon, vereniging, stichting of comité die in een jaar een bijzondere prestatie op gebied van sport of cultuur heeft neergezet. De gemeente en de Samenwerkende Ondernemers Gemeente Sint Anthonis zijn sinds 2011 de gezamenlijke initiatiefnemers van “Ut Pèèrd”. Met deze prijs willen zij hun betrokkenheid tonen bij en een stimulans geven aan het rijke verenigingsleven in de gemeente. Een onafhankelijke jury kiest uit nominaties aangedragen door de burgers van gemeente Sint Anthonis de winnaar en veelal ook een tweede en derde plek. De winnaar wint een wisseltrofee en de eerst, tweede en derde plek worden beloond met SWO-waardebonnen, die bij de lokale ondernemers besteed kunnen worden. De uitreiking vindt plaats in november.
De wisseltrofee is een bronzen afgietsel van een kunstwerk van Gerard Engels uit 1997. Het originele kunstwerk van twee paarden staat voor het gemeentehuis in Sint Anthonis. Deze paarden stralen kracht, sportiviteit en teamgeest uit. Eigenschappen waarvan ook de genomineerden voor de Sport- en Cultuurprijs blijk geven! Als de winnaar van het voorgaande jaar de wisseltrofee komt inleveren krijgt hij/zij een permanent aandenken in de vorm van een pentekening van Gerard Engels mee naar huis. De naam van de prijs betekent "Het paard" in het lokale dialect.

## Winnaars
De winnaars van afgelopen jaren waren:
- 2017 - Martien Mahler, van oorsprong afkomstig uit de Ooijpolder
- 2016 - Cor Verberk uit Oploo
- 2015 - Muzikale theaterproductie "Geluiden uit de Peel" Landhorst
- 2014 - Jeugdselectieteams B en C van Volleybalvereniging Activia
- 2013 - De heer Harm Douma
- 2011 - Toneelgroep Westerbeek "D'un Twist blieft d'un Twist"
- 2009 - Maartje van Duijnhoven
- 2008 - Theo Kuijpers en Jan Nabuurs
- 2007 - Miranda Rongen
- 2006 - Jo de Jong
- 2005 - Jeugdselectieteam C Volleybalvereniging Activia
- 2004 - Voetbalvereniging Excellent Oploo
- 2003 - Pol Nabben
- 2001 - Harmonie St. Cecilia Sint Anthonis
- 2000 - Stichting Bronlaak Oploo
- 1999 - Ponyclub "Saxe Gotha" Ledeacker
- 1998 - Gebr. Centen Bouw Wanroij
- 1997 - St. Matthiasgilde Oploo